# Juliette Binoche
Juliette Binoche (n. 9 martie 1964, Paris, Franța) este o actriță franceză cunoscută pe plan internațional.

## Date biografice
Tatăl ei Jean-Marie Binoche a fost actor, regizor și sculptor iar mama ei Monique Stalens a fost o actriță de origine poloneză. Părinții ei au fost internați ca intelectuali la Auschwitz. Deja ca și copil Juliette joacă în piese de teatru. În 1985 joacă primul rol într-un film în regia lui Jean-Luc Godard. Urmează să joace diferite roluri în filme ca Chocolat, The Unbearable Lightness of Being sau Pacientul englez pentru care este distinsă cu Premiul Oscar pentru cea mai bună actriță în rol secundar. În 2010, cu rolul din Copie conformă obține Premiul pentru cea mai bună actriță la Festivalul internațional de film de la Cannes.

## Filmografie
- 1983 Liberty belle de Pascal Kané : La fille du rallye
- 1983 Fort bloqué de Pierrick Guinard (TV)
- 1983 Dorothée, danseuse de corde de Jacques Fansten (TV)
- 1985 Je vous salue, Marie de Jean-Luc Godard : Juliette
- 1985 Les Nanas de Annick Lanoë : Antoinette
- 1985 La Vie de famille de Jacques Doillon : Natacha
- 1985 Adieu blaireau de Bob Decout : B.B
- 1985 Rendez-vous de André Téchiné : Nina
- 1985 Le Meilleur de la vie de Renaud Victor : Une amie de Véronique
- 1986 Mon beau-frère a tué ma sœur de Jacques Rouffio : Esther Bouloire
- 1986 Mauvais Sang de Leos Carax : Anna
- 1988 Insuportabila ușurătate a ființei (The Unbearable lightness of being) de Philip Kaufman : Tereza
- 1989 Un tour de manège de Pierre Pradinas : Elsa

- 1991 Women & Men 2 : In love there are no rules de Walter Bernstein, Mike Figgis et Kristi Zea (TV)
- 1991 Les Amants du Pont-Neuf de Leos Carax : Michèle Stalens
- 1992 Les Hauts de Hurlevent (Wuthering heights) de Peter Kosminsky : Cathy Linton / Catherine Earnshaw
- 1992 Fatale de Louis Malle : Anna Barton
- 1993 Trois Couleurs : Bleu de Krzysztof Kieślowski : Julie
- 1994 Trois Couleurs : Blanc de Krzysztof Kieślowski : Intrusion lors du procès (brève apparition)
- 1994 Trois Couleurs : Rouge de Krzysztof Kieślowski : Rescapée du naufrage du ferry (brève apparition)
- 1995 Le Hussard sur le toit de Jean-Paul Rappeneau : Pauline de Theus
- 1996 Un divan à New York de Chantal Akerman : Béatrice Saulnier
- 1996 Le Patient anglais (The English patient) de Anthony Minghella : Hana
- 1998 Alice et Martin de André Téchiné : Alice
- 1999 Les Enfants du Siècle de Diane Kurys : George Sand

- 2000 La Veuve de Saint-Pierre de Patrice Leconte : Madame La
- 2000 Code inconnu de Michael Haneke : Anne Laurent
- 2000 Le Chocolat (Chocolat) de Lasse Hallström : Vianne Rocher
- 2001 Éloge de l'amour de Jean-Luc Godard : La voix
- 2002 Décalage horaire de Danièle Thompson : Rose
- 2004 In My Country de John Boorman : Anna Malan
- 2005 Caché, de Michael Haneke : Anne Laurent
- 2005 Les Mots retrouvés (Bee Season) de Scott McGehee et David Siegel : Miriam Naumann
- 2005 Mary de Abel Ferrara : Mary Palesi / Marie Madeleine
- 2005 Paris, je t'aime de Nobuhiro Suwa (segment 2×10{{{1}}} arrondissement) : Suzanne
- 2006 Quelques jours en septembre de Santiago Amigorena : Irène Montano
- 2006 Par effraction (Breaking and Entering) de Anthony Minghella : Amira
- 2007 Coup de foudre à Rhode Island (Dan in Real Life) de Peter Hedges : Marie Diamond
- 2007 Le Voyage du ballon rouge de Hou Hsiao-hsien : Susanne
- 2008 Paris de Cédric Klapisch : Élise
- 2008  Désengagement  d'Amos Gitaï : Ana
- 2008 L'Heure d'été d'Olivier Assayas : Adrienne
- 2009 Juliette Binoche dans les yeux de Marion Stalens (TV)

- 2010 Copie conforme d'Abbas Kiarostami
- 2010 Sponsoring de Malgorzata Szumowska
- 2011 L'Ordre et la Morale de Mathieu Kassovitz
- 2011 Son of No One de Dito Montiel
- 2011 La Vie d'un autre de Sylvie Testud
- 2011 Cosmopolis de David Cronenberg